# Un papero da un milione di dollari
Un papero da un milione di dollari (The Million Dollar Duck) è un film del 1971 diretto da Vincent McEveety.

## Trama
Albert Dooley, uno scienziato felicemente sposato con Katie, è in costante difficoltà nel pagamento di bollette salate. Anche al lavoro è vittima di continue disavventure in quanto non è mai riuscito ad avere successo con gli esperimenti sul suo papero di laboratorio. Dopo l'ennesimo esperimento fallito, il papero si allontana dal suo padrone, entrando in un laboratorio radioattivo dove è colpito accidentalmente da scariche di raggi gamma. Per evitare che l'animale possa causare altri guai, Albert si vede costretto dal suo datore di lavoro a ospitare il papero in casa propria con la famiglia e lo dona al figlio Jimmy, da sempre desideroso di ricevere un animale domestico, il quale decide di dargli il nome di Charley.
Alcuni giorni dopo, in seguito a una disputa con il suo vicino di casa Finley Hooper, governatore del dipartimento del tesoro degli USA, Albert scopre che il papero - spaventato dall'abbaiare del cane di Hooper - inizia a deporre uova in oro massiccio da 18 carati. Dopo l'iniziale sorpresa, si affida al suo amico Fred Hines, un avvocato che gli consiglia di non servirsi dell'oro deposto, per eventuali compravendite, per non destare sospetti, in particolare nei confronti di Hooper.
Albert e Katie però non resistono alla tentazione di far fruttare l'oro e, per colpa della donna, il Dipartimento del Tesoro Statunitense viene a conoscenza del papero dalle uova d'oro e di dove si trova. Il Dipartimento ritiene che il papero sia l'occasione per sanare il deficit del sistema monetario dello Stato. Dopo la diffusione della notizia a livello planetario, il Dipartimento incarica Hooper di controllare i Dooley per verificare se le informazioni date da Katie siano vere e, a seguito di una telefonata ricevuta direttamente dal presidente alla Casa Bianca Richard Nixon, giunge l'ordine di mettere le mani su Charley. Hooper ed altri membri del Dipartimento fanno irruzione in casa Dooley, ma nel frattempo Jimmy è fuggito con Charley per evitarne il sequestro.
Dopo un susseguirsi di inseguimenti e di peripezie, alla fine Hooper riesce con altri governatori a confiscare Charley ad Albert, il quale viene a sua volta arrestato per sospetto di reati federali sull'uso dell'oro grezzo. Al processo, Hooper tenta in ogni modo di dimostrare la colpevolezza di Albert e di rivelare che Charley fa le uova d'oro abbaiandogli. Tuttavia Albert lo interrompe sostenendo che il timbro che sta usando non sia quello giusto per spaventare il papero. Dopo un latrato corretto da parte di uno scienziato, il giudice rompe l'uovo deposto per verificare quanto sostenuto da Hooper, ma dal guscio esce un tuorlo normale, perché l'effetto delle radiazioni su Charley si è esaurito poco prima della sentenza. Il caso viene così archiviato per assenza di prove, Albert viene rilasciato e Charley viene restituito legalmente ai Dooley. Il giudice consiglia a Jimmy di seppellire un uovo d'oro, nel caso in cui Charley ancora dovesse deporlo, mentre Albert ha maturato la consapevolezza che la famiglia conta infinitamente di più della ricchezza.

## Accoglienza

### Incassi
Il film incassò 5,1 milioni di dollari in America del Nord.

### Critica
Un papero da un milione di dollari fu uno dei tre film che fece uscire dalla sala il critico cinematografico Gene Siskel durante la sua carriera professionale (gli altri due furono l'horror del 1980 Maniac e la commedia del 1996 La pecora nera). Roger Ebert descrisse il film come "uno dei film più profondamente stupidi che abbia mai visto". Scott Weinberg del sito DVD Talk criticò la rappresentazione del personaggio della Duncan, dichiarando: "a Sandy Duncan [...] viene richiesto d'interpretare una casalinga con un cervello di gallina. In tutto il film si trova ad appena due passi dal ritardo mentale. E questo dovrebbe far ridere!" Disse anche che Un papero da un milione di dollari "entra facilmente nel novero delle peggiori commedie dal vivo per famiglie dello studio Disney. Di tutti i tempi". In tempi più recenti, i critici sono stati meno duri col film, comprendendo che il pubblico a cui si rivolgeva era di bambini ed entrando nello spirito della sostanziale sciocchezza della premessa di un'anatra dal valore estremamente grande. Per Mark Arnold si tratta di una commedia disneyana riuscita, molto migliore de L'ultimo eroe del West uscito qualche giorno prima, grazie ad una sceneggiatura migliore, ed è tra i film Disney che preferisce.